# Mラジ!勝ち取れレギュラー アシスタントオーディション
『Mラジ!勝ち取れレギュラー アシスタントオーディション』（エムラジ!かちとれレギュラーアシスタントオーディション）はMBSラジオで2021年7月2日（1日深夜）から2021年10月1日（9月30日深夜）まで放送されているラジオのオーディション番組。
この番組は、MBSラジオの将来を担う「スーパーアシスタント」を発掘する目的で、毎回「才能の原石」を紹介したうえで、個々のスキルを披露して、最終的に優勝者を決めていく「新感覚のリアルオーディション」番組。

## 放送時間
- 毎週金曜 2:30-3:00（木曜深夜）

## 出演者
- 山本量子
- オフィスキイワード所属のみなさん